# Hugo Osteti
Hugo Vasconcellos Osteti (nascido em 25 de outubro de 1993) é um ciclista profissional brasileiro. Competiu nos Jogos Pan-Americanos de 2015.
Hugo também conta com os seguintes títulos:
CAMPEÃO LATINO AMERICANO, SANTIAGO - CHILE 2010 - BMX
CAMPEÃO SUL AMERICANO, QUITO, EQUADOR, 2010 - BMX
CAMPEÃO FESTIVAL INTERNACIONAL, AMBATO, EQUADOR, 2014 - BMX
SEMIFINAL CAMPEONATO MUNDIAL, PIETERMARITZBURG, SOUTH ÁFRICA, 2010 - BMX
SEMI FINAL CAMPEONATO MUNDIAL, ADELAIDE, AUSTRÁLIA, 2009 - BMX
VICE-CAMPEÃO JUEGOS DE VERANO, BOGOTA – COLÔMBIA 2010 - BMX
3º LUGAR LATINO AMERICANO, PERU – LIMA 2013 - BMX
3º LUGAR LATINO AMERICANO, SANTIAGO – CHILE 2012 - BMX
3º LUGAR SUL AMERICANO, SANTIAGO – CHILE 2012 - BMX
5º LUGAR PROVA INTERNACIONAL-RANK 5, MENDOZA, ARGENTINA, 2010 - BMX
6º LUGAR PAN AMERICANO, QUITO, EQUADOR, 2010 - BMX
MEDALHA DE BRONZE JOGOS PAN AMERICANO 2015 EM TORONTO. - PISTA
MEDALHA DE BRONZE PAN AMERICANO 2015 NO CHILE - PISTA
Prata Velocidade Individual Brasileiro 2015
Ouro Velocidade por Equipes Brasileiro 2016
Prata Velocidade por Equipes Brasileiro 2016
4º Lugar Keirin Campeonato Brasileiro 2016
7ºLugar KM Campeonato Brasileiro 2016
Bronze Velocidade Idividual Jogos Regionais de SP 2016
Ouro Velocidade por Equipes Jogos Regionais de SP 2016
Ouro Velocidade Individual Jogos Abertos de SP 2016
Prata Velocidade por Equipes Jogos Abertos de SP 2016.
CALI – COLÔMBIA 11ª MELHOR VOLTA - PISTA
HONG KONG – CHINA 7ª MELHOR VOLTA - PISTA
CAMBRIDGE – NOVA ZELÂNDIA 9ª MELHOR VOLTA - PISTA
SAINT-QUENTIN EM-YVELINES– FRANÇA 8ª MELHOR VOLTA - PISTA
PARTICIPAÇÕES EM COMPETIÇÕES SUPERCROSS SUPERCROSS SX NA ÁFRICA EM 2011 - BMX
SUPERCROSS SX NOS USA, NORUEGA, HOLANDA E INGLATERRA EM 2012 - BMX SUPERCROSS SX ARGENTINA EM 2013 E 2014 BMX
HUGO OSTETI
ATLETA DE ALTO RENDIMENTO - SELEÇÃO BRASILEIRA DE CICLISMO DE PISTA

TÍTULOS E COMPETIÇÕES NACIONAIS
TETRA-CAMPEÃO COPA DO BRASIL 2002, 2003, 2005 E 2009 -   BMX
HEXA-CAMPEÃO REGIONAL. 2000, 2001, 2002, 2003, 2004, 2005 - BMX 
TRI-CAMPEÃO BRASILEIRO CBC, 2004, 2008 E 2010 - BMX
CAMPEÃO PRÉ LATINO AMERICANO, AMERICANA SP, 2009 - BMX 
CAMPEÃO PAN AMERICANO, PAULÍNIA-SP BRASIL, 2008 - BMX
PENTA CAMPEÃO PAULISTA 2001, 2002, 2003, 2005, 2006 E 2010 - BMX 
VICE-CAMPEÃO LATINO AMERICANO, AMERICANA-SP, 2009 - BMX
VICE CAMPEÃO LATINO AMERICANO, JARAGUÁ DO SUL, 2001 - BMX 
VICE CAMPEÃO PAN AMERICANO, SOROCABA, 2005 - BMX
7º LUGAR BICICROSS AMÉRICAS, 2009 E 2010 - BMX

MEDALHA DE PRATA NO BRASILEIRO 2015 EM MARINGÁ-PR –   PISTA